# Charlesfort
Charlesfort era uno dei bastioni difensivi della colonia francese della Florida francese nel XVI secolo. Il sito, sull'isola di Parris, nell'attuale Carolina del Sud, è stato scavato negli anni ottanta: comprende le fondamenta del forte e la missione spagnola di Santa Elena che l'ha sostituito. Il forte e le strutture adiacenti sono state anche chiamate negli anni Fort San Marcos e Fort San Felipe e sono state identificate con gli identificatori 38BU51 e 38BU162.

## Storia
Nel 1562, Gaspard II de Coligny rilanciò il progetto di colonizzazione del Nord America, dopo il fallimento di quello della Francia antartica in Brasile.  Il 1º maggio, il capitano Jean Ribault, assistito da René Goulaine de Laudonnière, risalì il fiume Saint John, in territorio Timucuan. Arrivato con diverse navi e 150 uomini per fondare una colonia ugonotta, sbarcò il 17 maggio 1562. Per ospitare un gruppo di volontari, fondò un primo forte, chiamato Charlesfort, in onore del re Carlo IX di Francia. Il capitano diede al forte una lunghezza di 16 tese per 13 di larghezza che l'equipaggio poi edificò. Il capitano Albert prese allora il comando del forte e dei suoi uomini.
Dopo alcune settimane, Ribault tornò in Francia per cercare rinforzi, beni e attrezzature. Ma fu catturato al largo delle coste francesi dagli inglesi. Nel 1563, la guarnigione rimasta sul posto, non vedendo il suo leader tornare entrò in conflitto per via di varie dispute fra i soldati e gli edifici vengono dati alle fiamme. Nonostante i rapporti amichevoli con le tribù indigene Saturiwa e Tacatacurus, entrambe della famiglia linguistica Mocama, l'ostilità di un'altra tribù vicina, gli Utina, mise ulteriore pressione sulla colonia: la situazione peggiorò al punto che la maggior parte dei coloni abbandonò Charlesfort su diverse fragili imbarcazioni. Alcuni di loro vennero salvati da marinai britannici delle vicine colonie inglesi, mentre altri si persero in mare mentre cercavano di raggiungere la Francia.
Dopo l'esodo, le forze spagnole, guidate da Hernando de Manrique de Rojas, sbarcarono sull'isola di Parris e distrussero il forte, abbandonato dalla sua guarnigione francese. In seguito, si stabilirono sull'isola e costruirono la missione di Santa Elena nel luogo in cui si trovavano le fondamenta del Charlesfort; Santa Elena sarebbe diventata la capitale della Florida spagnola fino al 1587.

## La riscoperta di Charlesfort
Il sito del forte è stato oggetto di numerosi scavi nel corso del XX secolo, in particolare a partire dal 1979. Sebbene la presenza spagnola sul sito sia stata riconosciuta negli anni '50, solo negli anni '90 ci si è resi conto che era stata preceduta da un'occupazione francese, identificata con il sito di Charlesfort. Il sito, di importanza senza pari riguardo alla conoscenza della prima storia coloniale del Nord America e della Carolina del Sud, esemplifica la prima competizione per il controllo della regione, motivo per cui è stato classificato come National Historic Landmark nel 2001. I reperti rinvenuti sul sito includono anche l'unica fornace spagnola per ceramica del continente. Poiché l'area non è mai stata sviluppata dal punto di vista agricolo, anche in superficie sono regolarmente ritrovati dei reperti dell'epoca dell'occupazione del forte.